# Bayer Antal (gyógyszerész, 1893–1945)
Ifjabb Bayer Antal (Budapest, 1893. augusztus 6. – Budapest, 1945. január 1.) magyar gyógyszerész, a Magyar Gyógyszerészeti Társaság alapító tagja.

## Életrajz
Apja idősebb Bayer Antal gyógyszerész, anyja Báthory Etelka, Báthory István szülészorvosnak a lánya.
Iskoláit, gyakornoki idejét és egyetemi tanulmányait Budapesten végezte. Gyógyszerészi oklevelének megszerzése (1915) után Winkler Lajos vezetése mellett dolgozta ki doktori disszertációját (1917). Doktori értekezése képezte a IV. Magyar Gyógyszerkönyvbe felvett analitikai módszerek alapját. Munkájáról részletes összefoglaló jelent meg a Pharmazeutische Postban. 
1917–1921 között rövid ideig Jáhn József munkatársa volt az Országos Bírósági Vegyészeti Intézetben, majd 1929-ig a Dr. Bayer és Társa Gyógyszerészeti Gyárának műszaki igazgatójaként dolgozott. Az Andrássy úti Kereszt gyógyszertár tulajdonjogát és vezetését édesapjától formailag 1921-ben, ténylegesen 1930 után vette át. 1919-től a Gyógyszertári Munkások Lapjának a rovatvezetője, a Magyar Gyógyszerészeti Társaság alapító tagja, a Budapesti Gyógyszerész Testület és a Magyar Kémikusok Egyesületének tagja, részt vett a Kis Akadémia munkájában, és 1941-es emlékkönyvük társszerzője volt.
1922-ben megházasodott, felesége Faragó Aranka vegyész volt (1896-1959). Egy gyermekük született, Bayer István gyógyszerész.
1945. január 1-jén Budapest légi bombázásában vesztette életét.

## Munkái
- Hivatalos gyógyszereink vizsgálata (1917).